# دیوار (مجموعه شعر)
دیوار مجموعه‌شعری از فروغ فرخزاد و شامل ۲۵ قطعه‌شعر است.

## شعرها
1. گناه
2. رؤیا
3. نغمهٔ درد
4. گمشده
5. اندوه‌پرست
6. قربانی
7. آرزو
8. آبتنی
9. سپیدهٔ عشق
10. بر گور لیلی
11. اعتراف
12. یاد یک روز
13. موج
14. شوق
15. اندوه تنهایی
16. قصه‌ای در شب
17. شکستِ نیاز
18. شکوفهٔ اندوه
19. پاسخ
20. دیوار
21. ستیزه
22. قهر
23. تشنه
24. ترس
25. دنیای سایه‌ها